# NGC 6027E
NGC 6027E är en lentikulär galax på ungefär 190 miljoner ljusårs avstånd i stjärnbilden Ormen. Den är medlem i Seyferts sextett.